# Yevgeniy Velichko
Yevgeniy Aleksandrovich Velichko (en russe : Евгений Александрович Величко) est un fondeur kazakh, né le 2 avril 1987 à Chtchoutchinsk.

## Biographie
Après des débuts internationaux en 2007 aux Championnats du monde junior (11e du skiathlon notamment), il fait sa première apparition en Coupe du monde en 2008. Il marque ses premiers points lors du Tour de ski 2008-2009 et réalise sa meilleure performance dans l'édition suivante  avec une 14e place au vingt kilomètres classique à Val di Fiemme.
Aux Jeux olympiques, il compte douze départs : en 2010, il est 28e de la poursuite/skiathlon, 56e du quinze kilomètres libre, 11e du relais et 39e du cinquante kilomètres classique tandis qu'en 2014, il est 31e du skiathlon, 34e du quinze kilomètres classique, 13e du relais et 55e du cinquante kilomètres libre. En 2018, son meilleur résultat individuel est 39e sur le cinquante kilomètres et il finit huitième avec le relais. Son meilleur résultat aux Championnats du monde est septième sur le relais des Championnats du monde 2019 à Seefeld.

## Palmarès

### Jeux olympiques
| Épreuve / Édition   | Sprint                           | Sprint                           | 15 km                            | 15 km                            | Skiathlon 2 × 15 km | 50 km | Relais | Relais    |
| Épreuve / Édition   | libre                            | classique                        | libre                            | classique                        | Skiathlon 2 × 15 km | 50 km | Sprint | 4 × 10 km |
| JO 2010 Vancouver   | Épreuve inexistante à cette date | -                                | 56e                              | Épreuve inexistante à cette date | 28e                 | 39e   | —      | 11e       |
| JO 2014 Sotchi      | -                                | Épreuve inexistante à cette date | Épreuve inexistante à cette date | 34e                              | 31e                 | 55e   | —      | 13e       |
| JO 2018 Pyeongchang | Épreuve inexistante à cette date | —                                | 61e                              | Épreuve inexistante à cette date | 43e                 | 39e   | -      | 8e        |

Légende :
- : pas d'épreuve
- — : Non disputée par Velichko

### Championnats du monde
| Épreuve / Édition           | Sprint                           | Sprint                           | 15 km                            | 15 km                            | Poursuite (skiathlon) 2 × 15 km | 50 km   | Relais | Relais    |
| Épreuve / Édition           | libre                            | classique                        | libre                            | classique                        | Poursuite (skiathlon) 2 × 15 km | 50 km   | Sprint | 4 × 10 km |
| Mondiaux 2009 Liberec       | 68e                              | Épreuve inexistante à cette date | Épreuve inexistante à cette date | 47e                              | -                               | Abandon | -      | 10e       |
| Mondiaux 2011 Oslo          | -                                | Épreuve inexistante à cette date | Épreuve inexistante à cette date | 40e                              | -                               | -       | -      | 13e       |
| Mondiaux 2013 val di Fiemme | Épreuve inexistante à cette date | —                                | 50e                              | Épreuve inexistante à cette date | 34e                             | -       | —      | 13e       |
| Mondiaux 2015 Falun         | Épreuve inexistante à cette date | —                                | -                                | Épreuve inexistante à cette date | 51e                             | -       | —      | 13e       |
| Mondiaux 2017 Lahti         | —                                | Épreuve inexistante à cette date | Épreuve inexistante à cette date | -                                | 42e                             | Abandon | —      | 9e        |
| Mondiaux 2019 Seefeld       | —                                | Épreuve inexistante à cette date | Épreuve inexistante à cette date | -                                | 42e                             | 37e     | -      | 7e        |
| Mondiaux 2021 Oberstdorf    | Épreuve inexistante à cette date | —                                | 49e                              | Épreuve inexistante à cette date | 46e                             | -       | —      | 12e       |

Légende :
- : pas d'épreuve
- — : Non disputée par Velichko

### Coupe du monde
- Meilleur classement général : 107e en 2010.
- Meilleur résultat individuel : 14e sur une étape du Tour de ski.

#### Classements en Coupe du monde
| Année     | Classement général final | Classement distance |
| 2008-2009 | 166e                     | 103e                |
| 2009-2010 | 107e                     | 71e                 |
| 2011-2012 | 112e                     | 72e                 |
| 2012-2013 | 148e                     | 94e                 |
| 2016-2017 | 131e                     | 90e                 |
| 2017-2018 | 124e                     | 82e                 |

### Universiades
- Médaille d'argent en relais en 2015 à Štrbské Pleso.

### Jeux asiatiques
- Médaille d'or en relais en 2011 à Almaty.